# موتور عشایر شیرزاد ۱
موتور عشایر شیرزاد ۱ یک منطقهٔ مسکونی در ایران است که در دهستان ارزوئیه واقع شده‌است. موتور عشایر شیرزاد ۱ ۱۹۵ نفر جمعیت دارد.